# جيم بيري (صحفي)
جيم بيري (بالإنجليزية: Jim Berry)‏ هو صحفي أمريكي، ولد في 1955.